# سوسایدگرلز
سوسایدگرلز یک وب سایت مبتنی بر جامعه آنلاین است که حول محور مجموعه عکس‌های پین آپ از مدل‌هایی که تحت عنوان سوسایدگرلز شناخته می‌شوند، می‌چرخد.
این وب سایت در سال ۲۰۰۱ توسط سلنا مونی ("میسی‌سوساید") و شان سوهل("اسپوکی") تأسیس شد.

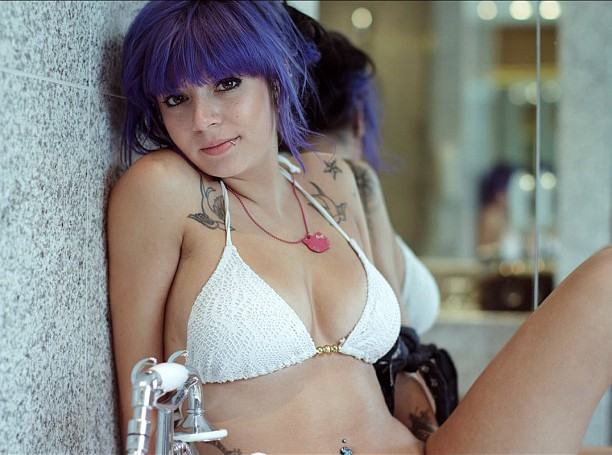
کاترین سوساید، از مجموعه ناتیکال دریمز.

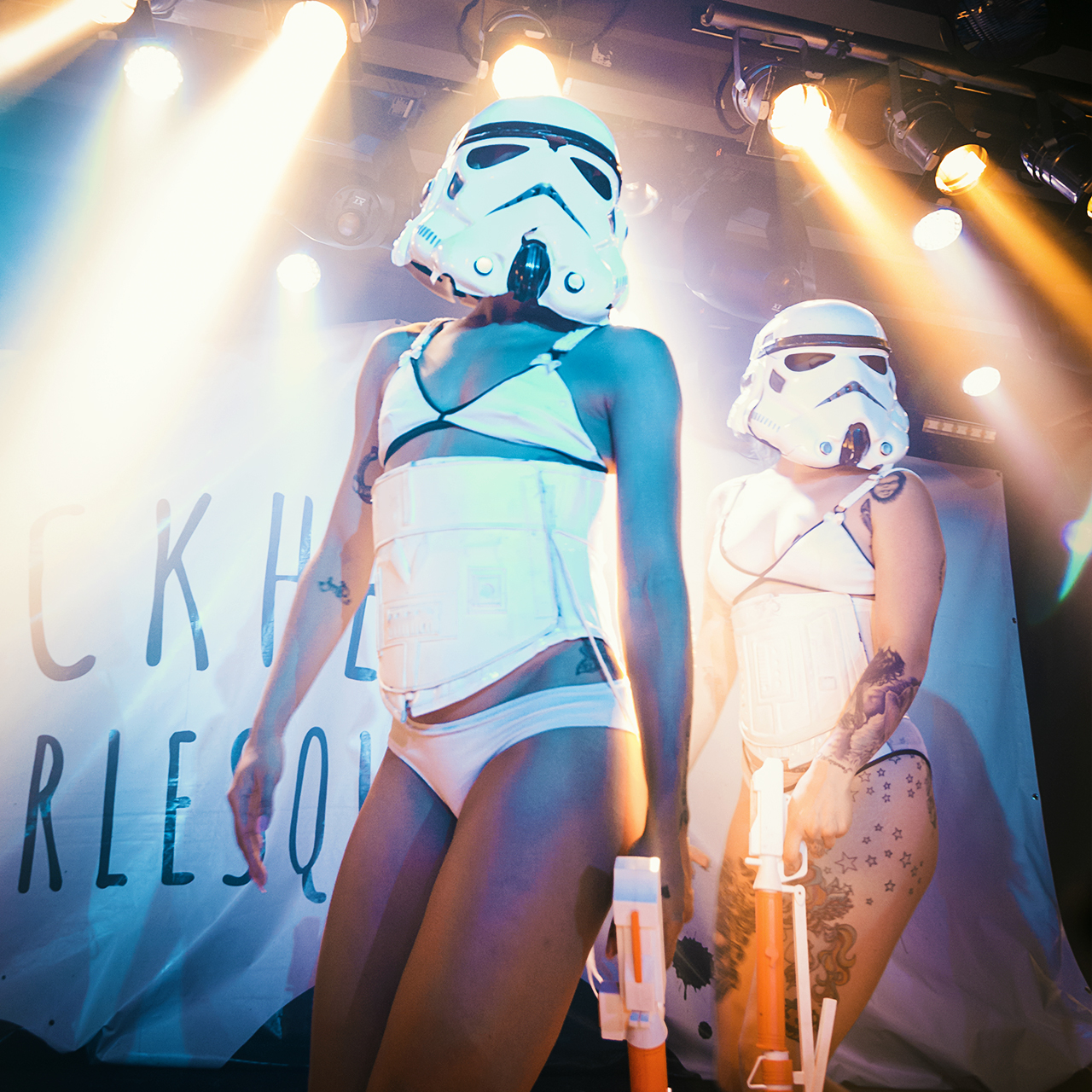
سوساید گرلز رقصنده